# 3265 Fletcher
3265 Fletcher este un asteroid din centura principală, descoperit pe 9 noiembrie 1953, de Karl Reinmuth.